# Benvenuto da Bologna
Benvenuto da Bologna (Bologna, circa 1250 – Bologna, circa 1320) è stato un architetto e religioso italiano.

## Biografia

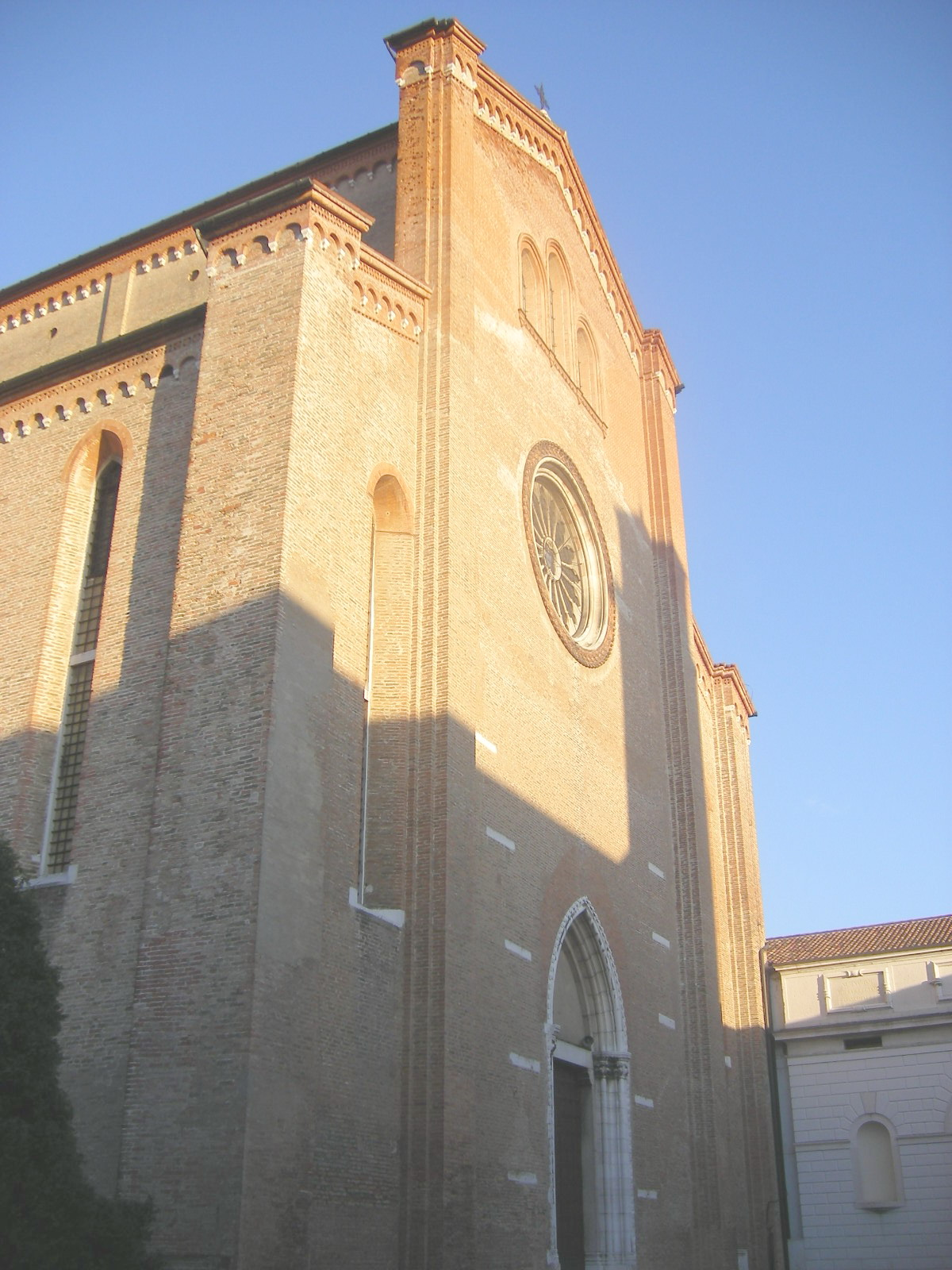
La facciata della chiesa di San Nicolò (Treviso)

Fra Benvenuto da Bologna nacque nella seconda metà del XIII secolo, la cui personalità e la cui carriera artistica non sono state ancora ben definite dalla critica e dagli storici dell'arte.
Sono poche e non sicurissime le informazioni che descrivono a tratti questo architetto, appartenente all'ordine domenicano e attivo nel Veneto dalla fine del XIII secolo e i primi decenni del XIV secolo.
Tra le notizie sicure vi è quella che nel 1303 ultimò la chiesa di Sant'Agostino a Padova, incominciata già nel 1226 da Leonardo Murario, detto il Roccalica.
La chiesa, che doveva essere una delle più significative e imponenti del territorio padovano, venne rasa al suolo nel 1819 su ordinanza del governo austriaco, seguendo la sorte di molte altre chiese conventuali.
A Benvenuto da Bologna viene attribuita anche la chiesa domenicana di San Nicolò a Treviso, voluta dai Trevigiani, sotto gli auspici di papa Benedetto XI, domenicano e trevigiano, e costruita probabilmente a partire dal 1230, subito dopo aver ottenuto il contributo dal Comune.
Nel corso del XIII secolo i lavori andarono un po' al rilento e furono ripresi agli inizi del XIV secolo, e sembra certo che la prima parte della chiesa di San Nicolò sia stata parzialmente demolita, per sostituirla con il progetto definitivo di Fra Benvenuto da Bologna, intorno al 1310-1315. Successivamente la costruzione venne sospesa per un trentennio a causa delle guerre e ricominciò solamente nel 1350, proseguita dal frate domenicano Nicolò da Imola e ultimata verso la fine del XIV secolo.
La chiesa, costruita in mattoni, è a tre navate, con alto transetto ad absidi semicircolari: la parte più antica presenta ancora elementi romanici negli archetti e nelle lesene che ritmano le absidi.
La parte meno antica, includente le navate, si caratterizzò per un'accentuazione del verticalismo e della rarefazione degli spazi propri delle basiliche agostiniane e domenicane.
Fra Benvenuto da Bologna eseguì anche lavori di ingegneria civile ed idraulica, e alcune informazioni descrivono un suo intervento nell'attuazione di un canale navigabile tra Bologna e Ferrara.

## Opere
- Chiesa di Sant'Agostino a Padova (1303);
- Chiesa domenicana di San Nicolò a Treviso (1310-1315).